# Prévocourt
Prévocourt település Franciaországban, Moselle megyében. Lakosainak száma 110 fő (2022. január 1.). Prévocourt Bacourt, Frémery, Hannocourt, Lucy, Morville-sur-Nied és Tincry községekkel határos.

## Népesség
A település népességének változása:
| Lakosok száma | 127  | 110  | 88   | 98   | 110  | 108  | 110  | 111  | 112  | 110  |
|               | 1968 | 1982 | 1990 | 2006 | 2013 | 2015 | 2017 | 2019 | 2020 | 2022 |